# Léo Leroy
Léo Leroy (ur. 14 lutego 2000 w Marsylii) – francuski piłkarz występujący na pozycji pomocnika we francuskim klubie Montpellier HSC. Wychowanek Rennes, w trakcie swojej kariery grał także w Châteauroux. Młodzieżowy reprezentant Francji. Syn Jérôme'a Leroya.